# Barraca valenciana
La Barraca valenciana és la tipologia de barraca pròpia del País Valencià. Es tracta d'edificacions rurals, de caràcter primari i construcció rudimentària.
Tot i que la seua extensió va abastar des de la Múrcia a la Camarga, amb diferents tipologies i variacions, el grup més nombrós d'este tipus de construcció es va donar a l'entorn de la ciutat de València, Alboraia i el Palmar, estenent-se en terres valencianes des de les costes de la Plana de Castelló fins l'Horta d'Oriola, anomenada esta darrera com barraca oriolana. La barraca ha esdevingut un dels símbols definidors de l'Horta de València, i una senyal identitària del Poble valencià.
Al Palmar, les barraques tenen una paret posterior redona, la culata, si bé les barraques valencianes, a diferència d'altres tipus de barraca, tenen les parets en forma rectangular. El desenvolupament de la barraca cal situar-lo al segle xix, moment de màxima popularitat de la construcció, quan la desaparició dels perills de la pirateria fa de l'agricultura una activitat més segura i atractiva.
Tot i la gran varietat en la configuració de les barraques, és possible localitzar trets distintius o característiques tipogràfiques de l'edificació.
Així, pel que fa a les variants valencianes, en destaquen les tipologies de l'Horta de València i l'Horta d'Oriola. En el cas dels habitatges de la vora del Túria, les barraques se solien col·locar en fileres de dos o tres construccions, ja que la impossibilitat d'ampliar les construccions feia que la millor manera de tindre més espai habitable fora repetir el model. A voltes, les barraques es comunicaven per un corredor. Estes barraques auxiliars, sovint més xicotetes, rebien el nom de filloles. A la construcció principal, hi havia una andana on s'alçaven les collites i a voltes es criaven cucs de seda. Al Baix Segura, les andanes no eren tan comunes, i només s'utilitzaven per a emmagatzemar. Tampoc era habitual la duplicitat de construccions.

## L'espai intern

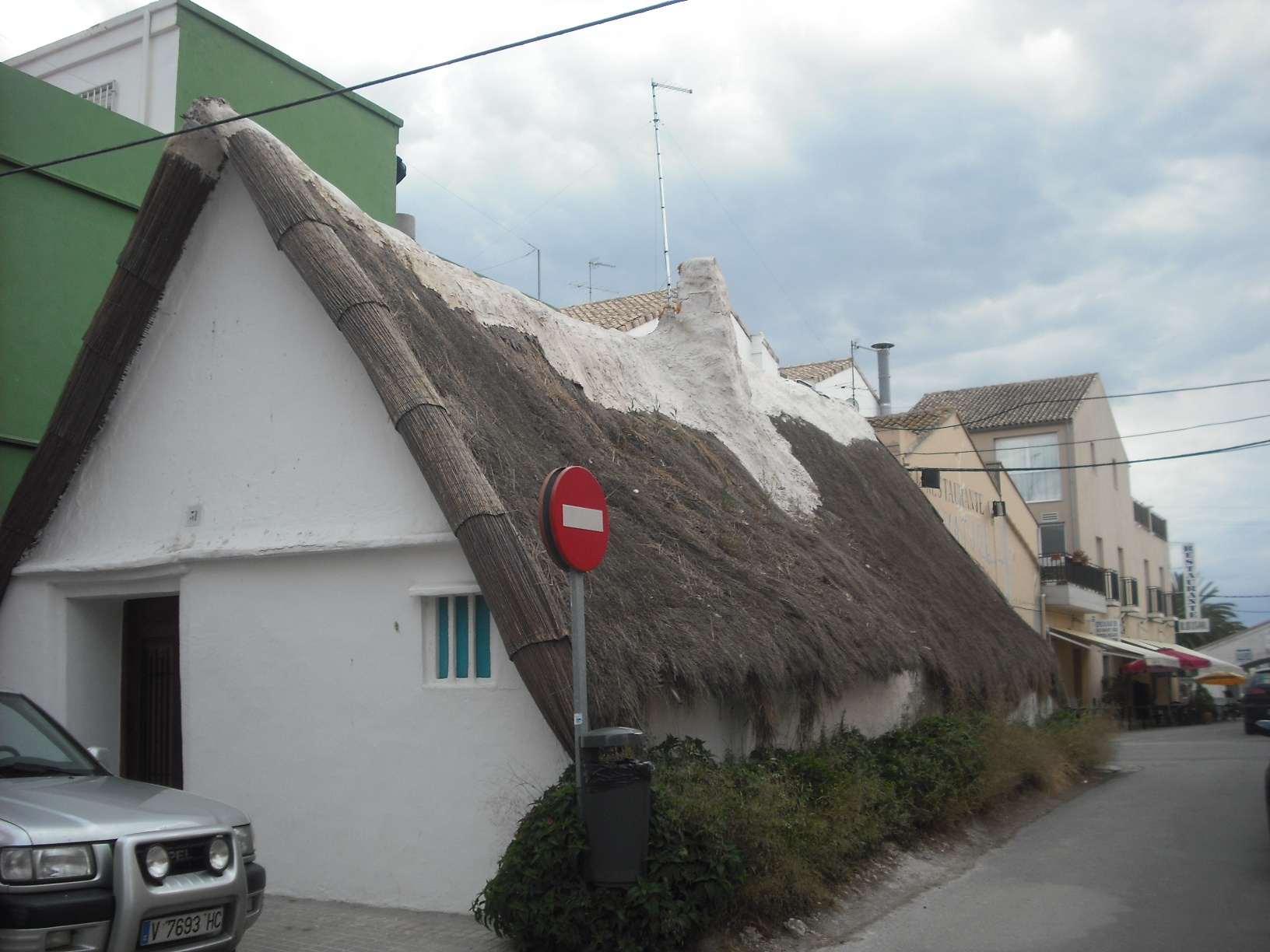
Barraques al carrer Albufera, el Palmar.

La barraca com a vivenda presenta una planta paral·lelepípeda amb unes proporcions que s'aproximen a 1/2 entre els murs laterals i fontals.
Els materials constructius són: fang i pallús, mescla de fang i el rebuig que queda de la palla després de trillar el gra, ja fora per fer els atovons o directament per fer revestiments; el que deixa clarament de manifest que aquest tipus de vivenda era de gent pobra que vivia del que disposava al seu abast. De fet, les condicions de les barraques eren tan miserables que ja el 1884 s'arribà a un acord a l'Ajuntament de la ciutat de València pel qual es prohibia la reconstrucció o nova construcció d'aquest tipus d'habitatge, per considerar-se insalubre i molt perillós per la facilitat en la qual s'incendiaven.
Es construïa amb murs laterals d'atovó i es col·locaven uns peus de fusta drets al final dels murs per a poder subjectar el canyís que constituïa la coberta vegetal que feia de sostre de la vivenda.
Presenta, com hem dit adés, una planta rectangular, malgrat la presència en algunes barraques d'una paret posterior redona, la culata, reminiscència de seu possible origen en barraques circulars. Produint-se més canvis en la forma de distribuir l'espai intern que en la seua forma exterior.
Al principi, primitivament, l'espai interior era únic, disposant d'un lloc central per al foc. Amb el pas del temps comencen a diferenciar-se xicotets espais en l'interior però mantenint-se l'espai principal al centre de la planta, posicionant-se les portes al llocs més estrets d'aquesta. Poc a poc l'espai principal de l'habitatge passa a col·locar-se immediatament després de la entrada, traslladant-se el foc, ja en ximeneia, a un dels costats de la planta. Normalment es consideren que en són tres les maneres d'organitzar l'espai intern en les barraques que queden actualment:
- les distribuïdes segons el corredor lateral i un costat contrari per a les diverses dependències. Són les més habituals a la comarca de l'Horta. En elles es troben tant barraques totalment rectangulars, com barraques amb culata. En ocasions les barraques es doblen, edificant una idèntica, de la mateixa grandària o més xicoteta, que se situa paral·lela a la primera, però mantenint una distància entre ambdues que devia respectar la servitud d'escala, per poder reparar la coberta que sovint estava estropejada. A més en ocasions les barraques estaven unides per un passadís.[13]
- les que mantenen una gran estança en la meitat interior, utilitzant-se la segona meitat per les dependències. Són més típiques de les barraques de pescadors, com les que es trobaven en el Puig. També distribueixen l'espai interior d'aquesta manera a la zona de la Vega Baixa o a Oriola.[14]
- les que es defineixen com un espai únic. D'aquest tipus pràcticament no en queden, quan es troba alguna que és d'aquest tipus normalment es troba adossada a una casa, com pot ocórrer a la platja d'Almenara. En aquestos casos la barraca és utilitzada com a magatzem o com a quadres, etc.